# Elasmus cairnsensis
Elasmus cairnsensis är en stekelart som beskrevs av Girault 1913. Elasmus cairnsensis ingår i släktet Elasmus och familjen finglanssteklar. Inga underarter finns listade i Catalogue of Life.